# Пономаренко Марина Сергіївна
Марина Пономаренко (нар. 25 вересня 1984 року в с. Григорівка Київської області) — українська поетеса та сценаристка. Членкиня НСПУ із 2008 року.

## Життєпис
Народилася 1984 року в с. Григорівка Київської області. Закінчила Київський національний університет театру, кіно і ТБ ім. І. К. Карпенка-Карого за спеціальністю «Драматургія кіно і ТБ» (майстерня Богдана Жолдака). Працює у сфері комунікацій. Живе у Києві.

## Творчість
Авторка збірки новел „Це довга історія...” (2006) та віршів „Парасолька” (2007).  Публікувалась у періодичних виданнях, виступала на радіо у програмах „Абзац” та „Молодіжна фабула”.
Вірші були відзначені на кількох літературних конкурсах — «Кримський інжир», Pro100fest та інших. Твори Марини Пономаренко входили до антологій «Поміж сирен» (2023), «ЙБН БЛД РСН» (2023), «Atmintis Ugnis Deguonis. Iš mūsų laiko Ukrainos poezijos» (Литва, 2022), «Кримський інжир» (2021), «Антологія літераторів Київщини» (2021), «Поміж сирен» (2023), «КнигоLove 3.0» (2024) та інших. Публікувалася в журналі «Київ», «Українській літературній газеті», на інтернет-порталі «ЛітЦентр», а також в інших періодичних виданнях.
Є членкинею Українського ПЕН.
2 серпня 2022 року взяла участь у благодійному поетичному вечорі «Жінки. Поезія. Війна».
У 2023 році у Видавництві Старого Лева вийшла дебютна поетична збірка Марини Пономаренко «Книжка любові і люті».
У 2023 році за віршами Марини було створено перформенс «Триматися за порожнечу», прем'єра якого відбулася в театрі «Дах». У 2024 році ТоТеатр створив виставу «Копай» на основі віршів поетки. 

### «Книжка любові і люті»
До поетичної збірки «Книжка любові і люті» увійшли твори авторки, які були написані у 2019—2022 роках — під час епідемії COVID-19, а потім під час повномасштабного вторгнення Росії в Україну. Художниця Ксенія Забродська в роботі над малюнками до книги  пішла на несподіваний експеримент: використала зображення згенеровані штучним інтелектом Midjourney, обробивши та допрацювавши їх.